# آی‌ان‌اس ایلات (۵۰۱)
آی‌ان‌اس ایلات (۵۰۱) (به انگلیسی: INS Eilat (501)) یک کشتی است که طول آن ۸۵٫۶۴ متر (۲۸۰٫۹۷ فوت) می‌باشد. این کشتی در سال ۱۹۹۳ ساخته شد.